# 亞德里亞海軟喉盤魚
亞德里亞海軟喉盤魚（學名：Gouania adriatica），為輻鰭魚綱喉盤魚目喉盤魚科的其中一種，分布於歐洲地中海的亞得里亞海、愛奧尼亞海北部海域，為特有種，被IUCN列為易危保育類動物，本魚體細長，前部平扁，後部側扁，頭部背面輪廓線從眼上方頸背到上唇尖為一條直線，鰓蓋骨後上、下後緣圓，胸鰭基部後方體橫切面呈半橢圓形，腹側平直，體不被鱗，覆有粘液層，腹鰭喉位，與周圍的皮褶特化成一吸盤，尾鰭圓形，體長可達4.1公分，屬底棲性魚類，棲息在潮間帶的礫石區，生活習性不明。